# Tour Triangle
Tour Triangle – wieżowiec znajdujący się w Paryżu, we Francji. 
Jego budowa zaczęła się w 2017 roku, a prace konstrukcyjne zakończono w 2020 roku. Planowany jest do oddania do użytkowania w 2024. Ma wysokość 180 metrów i 42 piętra. Jest najwyższym budynkiem w Paryżu wybudowanym po 1977 roku. 
Zaprojektowany został przez szwajcarskie biuro architektoniczne Herzog & de Meuron. Powstaniu budynku towarzyszyły kontrowersje – początkowo w 2014 jego realizacja była blokowana przez radę miasta Paryża, jako obiektu nie pasującego do otoczenia.
Budynek jest zbudowany głównie ze szkła i stali. Powierzchnia użytkowa wynosi 92 180 m kwadratowych. W budynku mają znaleźć się m.in. hotel, restauracja i biura.